# 睿鋒集團
睿鋒集團控股有限公司 簡稱睿鋒集團, 前稱中國瀚亞集團控股有限公司及金滿堂控股有限公司，（港交所除牌前：8312.HK），在1997年由高玉堂（總裁）和廖麗娟創立，董事長為高浚晞。
主要業務在中國內地和香港經營生產及銷售成衣產品，包括內衣、休閒服及嬰兒及兒童裝。該股份在2010年11月25日於香港交易所創業板上市。招股價為0.23港元，發行股份為173,000,000股，集資額為39,790,000港元。
總部位於香港新界火炭坳背灣街30–32號華耀工業中心1樓16室。2019年7月9日，因沒有足夠業務或資產而被退市。

## 連結
- BrillianceWW.com （页面存档备份，存于）